# Eptesicus brasiliensis
El murciélago pardo (Eptesicus brasiliensis) es una especie de quiróptero de Sur y Centroamérica. Su distribución se extiende desde México hasta Uruguay y norte de Argentina, mientras que se lo encuentra también en Trinidad y Tobago.